# Symphonie no 6 de Piston
Pour les articles homonymes, voir Symphonie no 6.
La Symphonie no 6 a été écrite par Walter Piston en 1955.

## Historique
Piston a composé la sixième symphonie pour célébrer le 75e anniversaire de l'Orchestre symphonique de Boston. Il a dédié l'œuvre à la mémoire de Serge Koussevitzky et sa femme Natalie. La symphonie a été créée par l'Orchestre symphonique de Boston sous la direction Charles Munch, le 25 novembre 1955.

## Structure
L'œuvre est en quatre mouvements:
1. Fluendo espressivo
2. Scherzo: Leggerissimo vivace
3. Adagio sereno
4. Allegro energico

L'œuvre dure environ 25 minutes.
La symphonie s'ouvre sur un allegro en la mineur ayant la structure d'un mouvement de forme sonate libre qui donne l'effet d'une seule coulée fluide. Les deux thèmes principaux sont à 3/4, le premier est exposé par les violons, le second donné par les bois. Dans la réexposition, le retour du premier thème est retardé jusqu'à la fin du mouvement. Le deuxième mouvement est un scherzo, et est exceptionnel dans la production de Piston à la fois par la nouveauté harmonique et par une approche aventureuse de l'orchestration. La section des percussions est importante tout au long du mouvement, et les pizzicati et sautillés des cordes en sourdine qui jouent en secondes parallèles, ajoutent une autre partie de percussion, tissant pianissimo des lignes chromatiques. Le troisième mouvement, Adagio Sereno, est en cinq parties de forme rondo : ABEBA. L'un des thèmes est d'abord présenté par le violoncelle solo. La seconde apparition de ce thème est enrichie, et le final le réexpose puissamment avec l'orchestre au complet. Le thème B est contrasté et plus délicat.  Vers la fin du mouvement, le violoncelle solo joue plusieurs fois le motif bien connu BACH (si bémol, la, ut, si) - quatre notes qui, dans un ordre différent, avait commencé le premier mouvement. Le finale est fortement marqué, mais donne l'illusion de la légèreté et de la transparence. Ce mouvement en la majeur est construit sur des thèmes bien clairs, extravertis. Les premier et troisième mouvements, ainsi que le deuxième et le quatrième, sont couplés grâce à l'utilisation du mode (mineur dans le premier et le troisième, majeur dans les deuxième et quatrième), des motifs (largement lyrique ou brillamment syncopé), des formes, des couleurs, et de l'atmosphère, et le tout atteint un équilibre satisfaisant, avec le système des tonalités pour les quatre mouvements : la mineur, ré majeur, fa ♯ mineur et la majeur.